# Земля і Воля (газета, 1906)
«Земля і Воля» — друкований орган Української соціал-демократичної партії (УСДП).
Від 1906 по 1907 рік газета виходила у Чернівцях, в лютому 1907 редакцію переведено до Львова, де часопис виходив до 1912 як орган Української соціал-демократичної партії; відновлений у 1919—1924 роках.
«Земля і Воля» була першою українською соціал-демократичною газетою на Буковині. Позиціонувала себе як «орган соціялістичної думки, буковинського мійського і сільського пролетаріяту». У 1910—1912 та 1922—1924 роках підзаголовком був епіграф: «Пролетарі всіх країн єднайтеся!»
Наклад газети неодноразово конфісковувала влада.